# Кумагая
Кумага́я, или Кума́гая (яп. 熊谷市 Кумагая-си) — Особый город в Японии, находящийся в префектуре Сайтама. Площадь города составляет 159,88 км², население — 199 656 человек (1 августа 2014), плотность населения — 1248,79 чел./км².

## Географическое положение
Город расположен на острове Хонсю в префектуре Сайтама региона Канто. С ним граничат города Гёда, Хигасимацуяма, Коносу, Фукая, Ота и посёлки Намегава, Йосими, Рандзан, Тиёда, Оидзуми.

## Население
Население города составляет 199 656 человек (1 августа 2014), а плотность — 1248,79 чел./км². Изменение численности населения с 1980 по 2005 годы:
| 1980 | 178 610 чел. |  |
| 1985 | 189 020 чел. |  |
| 1990 | 200 246 чел. |  |
| 1995 | 205 605 чел. |  |
| 2000 | 206 446 чел. |  |
| 2005 | 204 675 чел. |  |

## Символика
Деревом города считается Zelkova serrata, цветком — цветок сакуры, птицей — полевой жаворонок.

## Города-побратимы
- Инверкаргилл, Новая Зеландия (1993)